# Heinkel HD 20
Хейнкель HD 20 (нем. Heinkel HD  20) — немецкий самолёт-разведчик.

## Описание
Вторым двухмоторным самолётом компании Heinkel стал HD 20. HD 20, оборудованный двумя двигателями Wright Whirlwind мощностью 200 л. с., совершил первый полёт в 1926 году. Самолёт предназначался для использования в качестве наблюдательного и фоторазведчика. Основные опоры шасси не имели общей оси колес, чтобы не перекрывать обзор наблюдателю под днищем фюзеляжа и не мешать функционированию четырёх направленных вниз фотоаппаратов, оборудованных в полу кабины. Экипаж из трёх человек размещался тандемом.

## Лётно-технические характеристики

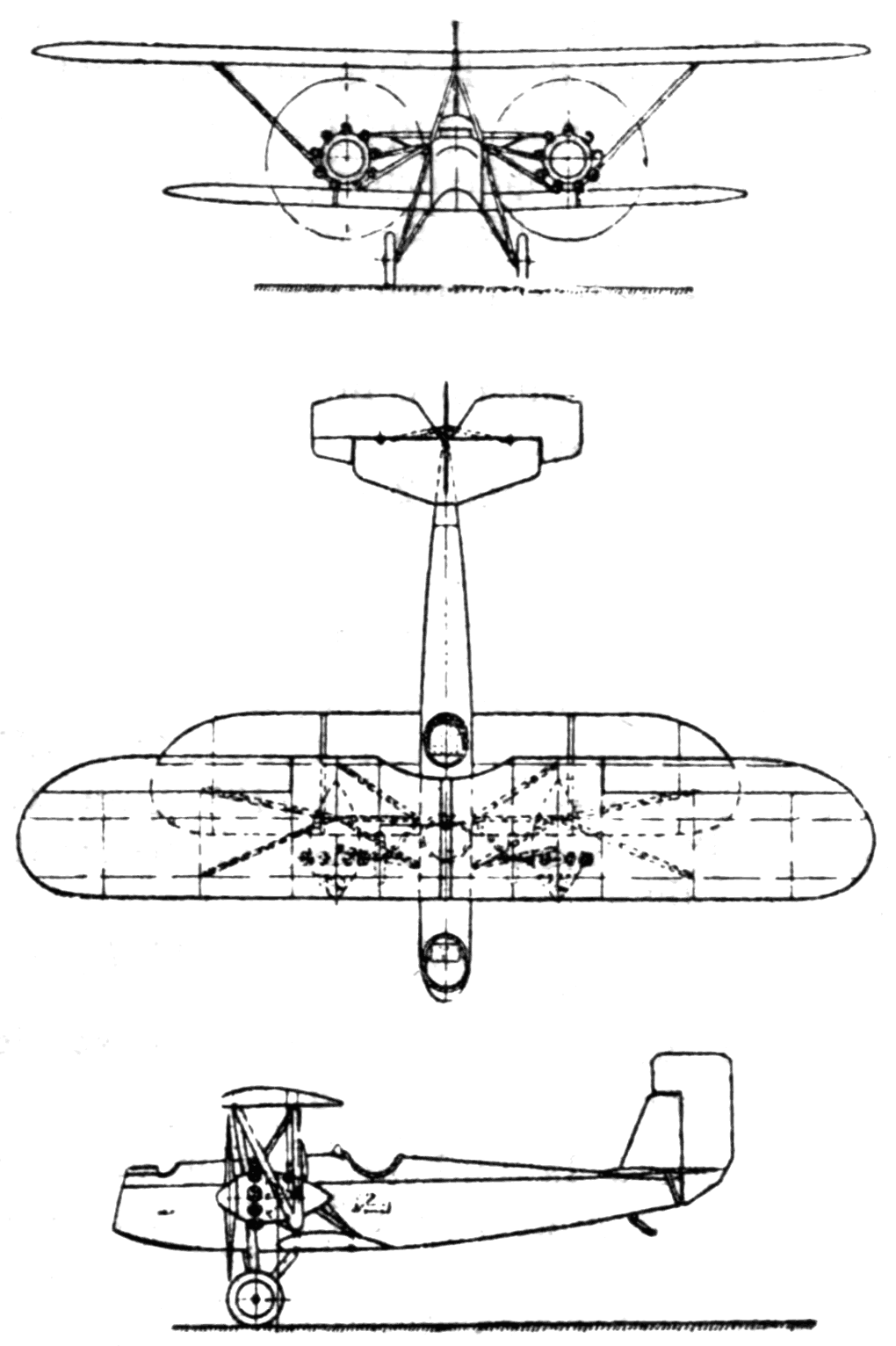
Heinkel HD 20

| Размах крыла, м                 | 12,80                 |
| Длина (на поплавках), м         | 9,45                  |
| Высота (на поплавках), м        | 3,63                  |
| Площадь крыла, м2               | 39,80                 |
| Масса, кг                       |                       |
| пустого самолёта (на поплавках) | 1300                  |
| нормальная взлётная             | 1950                  |
| Тип двигателя                   | 2 ПД Wright Whirlwind |
| Мощность, л. с.                 | 2 х 200               |
| Максимальная скорость, км/ч     | 191                   |
| Крейсерская скорость, км/ч      | 165                   |
| Практическая дальность, км      | 570                   |
| Скороподъёмность, м/мин         | 234                   |
| Практический потолок, м         | 4700                  |
| Экипаж, чел                     | 3                     |